# علی حاکمی
علی حاکمی (۱۲۹۴ – ۱۶ تیر ۱۳۷۶) باستان‌شناس و معمار ایرانی
وی در سال ۱۲۹۶ در شهر رشت به دنیا آمد. وی تحصیلات خود را در رشته باستان‌شناسی و معماری در مقطع کارشناسی دانشگاه تهران گذراند. فعالیت‌های وی در موزه ایران‌باستان و شورای عالی باستان‌شناسی و عضویت در نمایشگاه‌های آثار ایرانی در برخی از کشورهای خارجی از عمده فعالیت‌های اداری و عرضه تألیفات متعدد از عمده فعالیت‌های وی پس از اتمام تحصیلات رسمی اوست. ایشان سال ۱۳۷۶ در لندن درگذشت.

## تحصیلات رسمی و حرفه‌ای
علی حاکمی تحصیلات ابتدایی را در رشت به پایان رساند. در سال ۱۳۱۳ در دانشکده ادبیات دانشسرای عالی دررشته باستان‌شناسی به تحصیل مشغول و نیز در سال ۱۳۱۷ موفق به اخذ لیسانس شد. با اجازه از وزارت فرهنگ در سال ۱۳۳۲ شمسی در دانشکده هنرهای زیبای دانشگاه تهران در رشته معماری نام‌نویسی کرد و پس از چندی با درجه لیسانس معماری تحصیلات خود را با اتمام رساند.

## استادان و مربیان
علی حاکمی در اداره کل باستان‌شناسی زیر نظر استادانی چون دکتر مهدی بهرامی و دکتر عیسی بهنام به کار تحقیق و مطالعه آثار دوران اسلامی و نیز اشیاء دوران تاریخی ایران پرداخت.

## مشاغل و سمت‌ها
علی حاکمی در سال ۱۳۱۸ در اداره کل باستان‌شناسی که تازه دایر شده بود و از دو قسمت موزه ایران باستان و تعمیر و مرمت بناهای تاریخی تشکیل می‌شد استخدام شد. او مدت سه سال در بخش اسلامی موزه ایران باستان زیر نظر مرحوم دکتر مهدی بهرامی به مطالعه آثار دوران اسلامی پرداخت. پس از مدتی از آنجا به بخش تاریخی موزه ایران باستان منتقل گردید و مدت چند سال زیر نظر دکتر عیسی بهنام به کار تحقیق و مطالعه اشیاء دوران تاریخی ایران اشتغال داشت. تا آنکه در سال ۱۳۳۴ شمسی ریاست بخش تاریخی موزه ایران باستان را بر عهده گرفت و پس از آن به مدیریت موزه ایران باستان ارتقاءیافت. وی دراین مدت به عضویت شورای عالی باستان‌شناسی و شورای مرمت آثار باستانی و بناهای تاریخی و چند کمیسیون دیگر درآمد. آخرین پست وی ریاست بخش کاوشهای علمی اداره کل باستان‌شناسی بود.
سوابق اجرایی و اداری علی حاکمی از سال ۱۳۴۲–۱۳۱۸ به شرح زیر می‌باشد:
- کارشناس اداره باستان‌شناسی سه سال در بخش اسلامی موزه ایران باستان و چند سال در بخش تاریخی این موزه از سال۳۴–۱۳۱۸
- مدیر موزه ملی ایران ۱۳۳۴
- عضو شورای عالی باستان‌شناسی
- عضو شورای مرمت آثار باستانی و بناهای تاریخی
- ریاست بخش کاوشهای علمی اداره کل باستان‌شناسی
- عضویت در نمایشگاه آثار ایران در توکیو، ژاپن ۱۳۳۷
- عضویت در نمایشگاه آثار هفت هزار ساله ایران در لاهه، هلند، ۱۳۴۰
- عضویت درنمایشگاه آثار هفت هزار ساله ایران در میلان، ایتالیا، ۱۳۴۲

## فعالیت‌ها
سوابق پژوهشهای می‌دانی علی حاکمی از سال ۵۶–۱۳۱۸ به شرح زیر می‌باشد:
- کاوش در تپه خوروین در ساوجبلاغ کرج ۱۳۲۸
- کاوش در تپه حسنلو رضاییه ۱۳۲۹
- کاوش در خورهه محلات ۱۳۳۴
- کاوش در علی آباد فرشگان ۱۳۳۶
- کاوش در اسماعیل‌آباد ساوجبلاغ ۳۸–۱۳۳۷
- کاوش در منطقه گیلان ۱۳۴۲
- کاوش در قریه نسفی در رود بار گیلان ۱۳۴۳
- کاوش در جوبن و کلورز در رود بار گیلان ۱۳۴۴
- کاوش در ناوه، سیاه دره، لیلی جان و سیاه دشت بن از توابع عمار لو ۱۳۴۵
- کاوش در کلورز در رودبار گیلان ۱۳۴۶
- کاوش در کلورز در رود بار گیلان ۱۳۴۷
- کاوشهای حاشیه دشت لوت و حاشیه شرقی شهداد (خبیص) ۱۳۵۵
- کاوش در ملایر ۱۳۵۲
- کاوش و تهیه نقشه تخت جمشید و کاوش در پاسارگارد و مشهد مرغاب و تهیه بنای تپه میل و همچنین گمانه زنی در چند نقطه اطراف بنا و تعمیر بنای تپه میل و همچنین گمانه زنی در چند نقطه اطراف بنا و کاوش و گمانه زنی درباغ قدیمی چهل ستون ۱۳۵۶

## عرضه آثار
علی حاکمی نتایج مطالعات و پژوهشهای باستان‌شناسی خود را در قالب سخنرانی با شرکت در همایش‌های داخلی و خارج از کشور ارائه نموده‌است که به برخی از آن‌ها در زیر اشاره می‌شود: سخنرانی با عنوان اشیاءدر کلورز (رود بار گیلان)، موزه ایران باستان، ۱۳۴۹. سخنرانی به عنوان کاوش شهداد، کنگره باستان‌شناسی ایران، دانشگاه آکسفورد، ۱۳۵۰. سخنرانی با عنوان خطوط نشانه‌ای مکشوفه در کاوشهای شهداد، دانشگاه مونیخ (کنگره هفتم باستان‌شناسی ایران۱۳۵۴. کاوشهای کلورز (رودبار)، چندسخنرانی درانجمن ایران باستان. ظروف و ماکت‌های سنگ صابون، سمینارونیز، ۱۹۸۷. مجله صنعتگران ذوب مس درشهداد دوران برنز، سمینار، پاریس، ۱۹۸۹.
کتاب کاوش‌های باستان‌شناسی رودبار گیلان، ۱۳۴۳ تا ۱۳۴۷ هجری خورشیدی مربوط به کاوش‌های علی حاکمی در منطقه رودبار گیلان است که پس از ۵۰ سال به کوشش شاهین آریامنش منتشر شده‌است.

## آثار
- ۱ آب تخت جمشید در زمان هخامنشیان، نشریه بررسیهای تاریخی. جلد۵، شماره۲. ۱۳۴۹
- ۲ آشنایی بایک مجسمه و نقش یک مهر، ویژگی اثر: نشریه پژوهشهای باستان‌شناسی. ۱۳۵۴
- ۳ اشیا ء فلزی مکشوفه در کلورز گیلان، یادنامه پنجمین کنگره باستان‌شناسی ۱۳۵۱
- ۴ بررسیهای باستان‌شناسی حاشیه دشت لوت، باستان‌شناسی و هنر ایران، جلد اول شماره ۲–۱۳۴۸
- ۵ بشقاب نقره منحصربه‌فرد ساسانی (مکشوفه در حوالی ساری)، نشریه گزارشهای باستان‌شناسی، جلد ۳، ۱۳۳۴
- ۶ چگونگی کاوشهای مختصر گنج تپه و تپه‌های اطراف خوروین و آجین دوجین، گزارشهای باستان‌شناسی، جلد اول
- ۷ حفاری در تپه موشلان (ساوجبلاغ)، سالنامه کشور ایران، شماره ۱۴
- ۸ روابط بومیان سرزمین‌هایی که بعدها نام ایران و هند گرفت، نشریه انجمن فرهنگ ایران باستان، شماره ۲۰، فروردین ۱۳۵۸
- ۹ سنگ نبشته مربوط به زمان مردوک آپال آیدین مکشوف در سر پل ذهاب، نشریه باستان‌شناسی و هنر ایران، شماره ۱، ۱۳۴۷
- ۱۰ شرح ونتیجه کاوشهای علمی حسنلو (سلدوز)، با همکاری محمود راد، گزارشهای باستان‌شناسی ۱۳۵۱
- ۱۱ طاق بستان، نشریه بررسیهای تاریخی، شماره ۴
- ۱۲ قدیمی‌ترین مهر انگشتری داریوش بزرگ، نشریه گزارشهای باستانی. ۱۳۳۴
- ۱۳ کاوش خورهه محلات، در مجله ESMEO East & West ۱۹۹۰
- ۱۴ کاوشهای حاشیه دشت لوت (خبیص / شهداد)، نشریه هنر ومردم، شماره ۱۲۶، ۱۳۵۲
- ۱۵ کاوشهای رود بار گیلان شامل: نسفی، جوبن، کلورز و نیز سیاه دره و ناوه در عمارلو
- ۱۶ کتاب کاوشهای شهداد، مؤسسه شرق‌شناسی ایتالیا ESMEO
- ۱۶ کتیبه بزرگ نهاوند، نشریه باستان‌شناسی، اداره کل باستان‌شناسی کشور. شماره۲/۱، ۱۳۳۸
- ۱۷ کشف یک بنای دوره ساسانی (نزدیک ری)، گزارش یونسکو جلد ۸، شماره۱/۲
- ۱۸ کلورز، نشریه وحید، شماره ۶–۱۳۴۸
- ۱۹ مجسمه هرکول در بیستون، نشریه باستان‌شناسی و هنر ایران، شماره ۳/۴، ۱۳۳۸
- ۲۰ کاوش‌های باستان‌شناسی رودبار گیلان ۱۳۴۳ تا ۱۳۴۷ هجری خورشیدی/ نوشته علی حاکمی؛ به کوشش شاهین آریامنش.[۱]